# Vilde Hasund
Vilde Hasund, född den 27 juni 1997, är en norsk fotbollsspelare.

## Karriär
Hasund inledde sin seniorkarriär i IL Hødd år 2013. Hon har även spelat för Røa Dynamite Girls innan hon värvades av Hammarby IF år 2022. Hon har även representerat det norska damlandslaget där hon debuterade år 2021.